# Le Vicel
Le Vicel è un comune francese di 145 abitanti situato nel dipartimento della Manica nella regione della Normandia.

## Società

### Evoluzione demografica
Abitanti censiti